# Лебедь (яйцо Фаберже)
«Лебедь» — ювелирное яйцо, одно из пятидесяти двух императорских пасхальных яиц, изготовленных фирмой Карла Фаберже для русской императорской семьи. Яйцо было создано в 1906 году по заказу Николая II, который подарил его своей матери Марии Фёдоровне в качестве традиционного подарка на Пасху 1906 года в честь сороковой годовщины свадьбы Александра III и Марии Фёдоровны.
В настоящее время ювелирное яйцо находится в собственности фонда Эдуара и Мориса Сандоз в Лозанне, Швейцария.

## Описание
Золотое яйцо покрыто матовой эмалью сиреневого цвета — любимого цвета императрицы Марии Фёдоровны, и украшено орнаментом в виде трельяжной решётки из волнистых лент, украшенных бриллиантами огранки «роза». На вершине большой алмаз, под которым указан год: «1906». Другой большой алмаз закреплен в основании — под алмазом, вероятно, была монограмма.

## Сюрприз
Ювелирное яйцо «Лебедь» фирмы Фаберже покрыто сиреневой матовой эмалью, раскрывается не ровно, а будто бы по линии скола, в пределах искривлённой решётки ленты украшены алмазами. В середине яйцо содержит сюрприз — корзинку с механическим лебедем. Корзинка образует гирлянды цветов из белого, жёлтого и розового золота, окаймляющие аквамариновую подставку. По подставке из большого аквамарина, имитирующего озеро, «плавает» миниатюрная механическая фигурка лебедя выполненная из золота и покрытая серебром. Под одним из крыльев спрятан миниатюрный заводной механизм — после завода лебедь расправляет крылья, шевелит ногами и хвостом, гордо поднимает и опускает шею и голову.

## Источник вдохновения
Пасхальное яйцо «Лебедь», а именно механическая фигурка — пример высокого мастерства мастеров фирмы Фаберже — была изготовлена после «Серебряного лебедя» Джеймса Кокса (1773), который теперь хранится в музее «The Bowes» в Англии. Фаберже мог видеть его в Париже на Всемирной выставке в 1867 году.

## Владельцы
Император Николай II подарил яйцо «Лебедь» своей матери Марии Фёдоровне на Пасху и по случаю сороковой годовщины свадьбы Александра III и Марии Фёдоровны. После революции, вместе с другими сокровищами императорской семьи, оно было конфисковано большевиками. В 1927 году ювелирное яйцо «Лебедь» стало одним из девяти императорских яиц, проданных Всесоюзным объединением «Антиквариат» в Москве Эммануилу Сноумену из лондонской галереи «Вартски» (англ. Wartsky). В 1933 году продано Чарльзу Парсонсу, Лондон. В 1939 году ювелирное яйцо продано галереей Хаммера в Нью-Йорке от имени Чарльза Парсонса египетскому королю Фаруку. В 1954 году новым египетским правительством, устроившим распродажу имущества Фарука, яйцо на аукционе Sotheby’s продано галерее «La Russie Veille» (Нью-Йорк). Впоследствии ювелирное яйцо продано галереей швейцарскому магнату Морису Сандозу. С 1958 года — собрание покойного доктора Мориса Сандоза, с 1977 — коллекция Эдуарда и Мориса Сандоза. С 1995 года хранится Фондом Эдуарда и Мориса Сандоза (Лозанна, Швейцария).
В коллекцию фонда Эдуарда и Мориса Сандоза кроме ювелирного яйца «Лебедь» (1906) также вошли:
императорское пасхальное яйцо с сюрпризом — механическим павлином (1908); «Яйцо-часы Юсупова» (1907), изготовленное на заказ князя Юсупова.